# Dušan Svoboda
Dušan Svoboda (* 15. prosince 1974) je fotbalový funkcionář. Od roku 2016 je předsedou Ligové fotbalové asociace a je dlouholetým členem Výkonného výboru Fotbalové asociace České republiky a místopředsedou pražské Sparty.

## Kariéra
Svoboda je absolventem VŠE v Praze, kde získal titul Ing. V roce 2009 se dostal do Výkonného výboru FAČR, kde se později stal místopředsedou. V lednu 2010 byl zvolen předsedou Pražského fotbalového svazu. Mandát místopředsedy FAČR obhájil v roce 2013. Po vzniku LFA, kde byl Svoboda zvolen předsedou, byla pozice místopředsedy pro ligu zrušena, a stal se tak jejím řadovým členem. V květnu 2020 obhájil svůj post předsedy LFA. Post člena VV za ligové kluby obhájil i v roce 2021.
Též je členem Národní rady pro sport v rámci Národní sportovní agentury v oboru komerční sport.